# (3262) Miune
(3262) Miune est un astéroïde de la ceinture principale.

## Description
(3262) Miune est un astéroïde de la ceinture principale. Il fut découvert le 28 novembre 1983 à Geisei par Tsutomu Seki. Il présente une orbite caractérisée par un demi-grand axe de 3,01 UA, une excentricité de 0,06 et une inclinaison de 9,5° par rapport à l'écliptique.

## Compléments